# Янямуйжа (путевой пост)
Я́нямуйжа (латыш. Jāņamuiža) — путевой пост на линии Рига — Лугажи, ранее являвшейся частью Псково-Рижской железной дороги. Разъезд Бушлея открыт в 1941 году, с 1942 года до конца Второй мировой войны назывался Приецены. Повторно открыт в 1970-х годах как Разъезд 98‑го км, а после 1991 года получил своё нынешнее название.
Находится на территории посёлка Яньмуйжа (латыш. Jāņmuiža) Приекульской волости (Приекульский край области Видземе) между станциями Цесис (расстояние 5 км) и Лоде (7 км).
Рядом с путевым постом Янямуйжа проходят региональная автодорога P20 Валмиера — Цесис — Драбеши и местная автодорога V321 Приекули — Яньмуйжа.

## Движение поездов
По станции проходят пассажирские дизель-поезда 656Р, 661Р, 662Р, 663Р, 664Р, 667Р и 668Р.